# Verstecken (1979)
Verstecken ist ein Kurzfilm von Helke Hoffmann (später Helke Misselwitz) von 1979 über jüdische Kinder in der NS-Zeit.

## Inhalt
Der Film beginnt mit einem Versteckspiel von zwei Kindern auf einem Hinterhof. Erst nach einer Weile wird der Judenstern auf der Kleidung des Mädchens sichtbar. Sie lebt in einem Verschlag in einem Keller, der Junge bringt ihr Essen. Als von draußen Lkw-Geräusche, laute Befehle und Stiefelschritte zu hören sind, schauen sich die Kinder ängstlich schweigend an …
Das Lied Bleib, wo du bist und rühr dich nicht des Mädchens begleitet verschiedene Szenen des Films, der keine Musik und keine Kommentare enthält.

## Hintergründe
Helke Hoffmann hatte bereits neun Jahre beim Deutschen Fernsehfunk gearbeitet und seit 1976 ein eigenes Jugendmagazin moderiert, ehe sie 1978 mit 31 Jahren zum Studium an der Hochschule für Film und Fernsehen der DDR in Potsdam-Babelsberg im Fach Regie delegiert wurde.
Verstecken war ihr zweiter Übungsfilm im ersten Studienjahr.
Sie wollte in ihm an das Leid der jüdischen Bevölkerung in der NS-Zeit unmittelbar und ohne belehrende Kommentare und Inszenierungen erinnern.
Der Film wurde 2012 beim Festival des osteuropäischen Films in Cottbus und 2024 im Berliner Kino Arsenal im Rahmen einer Vorstellung besonderer Studentenfilme der Filmhochschule Babelsberg gezeigt.

## Rezeption
Der Filmhistoriker Ralf Forster bemerkte zu ihrer Gestaltung des Films:

„Nur wenig haben diese Montagen mit der konventionalisierten Praxis in der DDR gemein, NS-Vergangenheit darzustellen. (…) Grundzüge ihres emanzipierten filmischen Erzählens sind in Verstecken bereits angelegt – die Auswahl der Protagonisten und der Drehort mitten in der Alltagsnormalität, der Verzicht auf einen Sprecherkommentar, die kreative akustische Ebene. Es geht hier nicht um die Heroisierung des ‚antifaschistischen Widerstands‘, sondern um elementares zwischenmenschliches Verhalten. Ungewöhnlich war auch der Umgang mit dem Ton, der nie illustrierend oder zur emotionalen Betonung eingesetzt wurde, sondern aus dem Off eigenständig Teile der Handlung übernahm.“